# Podlesie (Czarna)
Pour les articles homonymes, voir Podlesie.
Podlesie est une localité polonaise de la gmina de Czarna, située dans le powiat de Dębica en voïvodie des Basses-Carpates.